# Алим (фильм)
Алим — советский немой чёрно-белый фильм 1926 года режиссёра Георгия Тасина про крымскотатарского героя Алима Айдамака. Фильм снят Всеукраинским фотокиноуправленим. Запрещён к показу в 1937 году.

## Сюжет
Фильм повествует о судьбе благородного разбойника Алима Айдамака (1816—1849), ставшего для крымских татар народным героем. Сюжет демонтирует классовую борьбу трудового народа. Алим поднимает восстание против тяжёлых условий труда и издевательств на кожаной фабрике караима Али-бая, за что его выгоняют от туда. Вернувшись в родное село он устраивается на работу к местному богачу, у которого есть дочь-красавица Сара. Алим уговаривает селян и работников фабрики поднять бунт против Али-бая. Против него борются помещики, чиновники и мурзы.
После очередной несправедливости Али-бая, рабочие убивают его. Скрываясь от казаков, Алим прячется в горах, становясь защитником угнетённых. Совершает ряд подвигов: наказывает мурзу, похитившего невесту; забирает долговые расписки крестьян у помещика; срывает свадьбу дочери пристава-поработителя.
В итоге казаки ловят Алима. Во время побега из тюрьмы часовой убивает его.

## В ролях
- Хайри Эмир-Заде — Алим
- Асие Эмир-Заде — Сарра, дочь Бабаджана
- Михаил Арбенин — Ибрагим Мурза, богач
- В. Колпашников — Али-бай, хозяин Алима
- Александр Арбо — исправник
- Гавриил Маринчак — Роджен, разбойник
- А. Наровский — Петренко, революционер
- Б. Гончаров — Мурза Бат
- К. Умеров — Бекир, друг Алима
- Н. Платонов — мулла

## Создание
Сценарий фильма написал поэт Николай Бажан по одноимённой пьесе Умера Ипчи 1925 года. Перед началом съёмок сценарий фильма был согласован Татарской секцией академического совета Народного комиссариата просвещения Крымской АССР. Представители крымскотататрской общественности в течение двух вечеров 7 и 8 октября 1925 года обсуждали сценарий вплоть до малейших деталей. В заседании принимали участие Мустафа Бекиров, Осман Нури Акчокраклы, Умер Ипчи, Усеин Боданинский. Руководителем заседания являлся представитель Крымнаркомпросвещение Ягья Байрашевский. Собрание в итоге решило, что картина будет верна с исторической и бытовой точках зрения. Кроме того, Боданинский стал художником-консультантом фильма.
Бюджет фильма в 1925 году составил 103 тысячи рублей, а в следующем году 69 тысяч рублей. Фильм на Ялтинской киностудии начали снимать во время кампании по коренизации, когда имелся запрос на сюжеты из национальной истории. К съёмкам приступили осенью 1925 года. Съёмки проводились на Ай-Петри, Чатыр-Даге, селе Ворон и бахчисарайском рынке.

## Показы
Премьера фильма состоялась 16 августа 1926 года в Москве и 30 ноября 1926 года в Киеве. Фильм имел титры на русском и украинском языках.
В 1927 году фильм был показан в Берлине и Париже.
В 1935 году фильм перемонтировали и выпустили в прокат в новой версии. Распоряжением «Украинфильма» от 21 апреля 1937 года фильм запретили к показу, а его копии было приказано вернуть в студию. Запрет фильма состоялся на фоне обвинений в создании националистической буржуазной организации и ареста деятелей крымскотатарской интеллигенции, причастной к созданию фильма.
В 1998 году про историю фильма вспоминает историк Т. Деревянко статье «В главной роли — Хайри».
В 2013 году телеканал ATR собирался впервые продемонстрировать фильм по телевидению. Вновь публичный показ фильма состоялся в июне 2014 года в рамках Фестиваля немого кино и современной музыки «Немые ночи» в Одессе. Показ сопровождался джазовой импровизацией Энвера Измайлова.

## Критика
Популярность фильма описывал искусствовед Ж. Кульберт в статье «Алим ожил»: «Несмотря на холод и слякоть, со всех уголков полуострова конные и пешие, на повозках и телегах направлялись люди в Симферополь. Они собирались в Центральном доме крестьян, где демонстрировался фильм. Когда тушили свет и на экране появлялось имя героя, раздавался гром аплодисментов, которые выражали искреннюю любовь к Алиму, защитника простых людей». Историк Борис Змерзлый также подчёркивал популярность фильма и его многократные повторные показы.
Хайри Эмир-Заде, исполнитель главной роли, удостоился позитивных отзывов в журнале «Советский экран» от 1927 года.